# Rallye de Grande-Bretagne 2014
Le 70e rallye de Grande-Bretagne 2014, disputé du 13 au 16 novembre 2014 en Grande-Bretagne, au Pays de Galles, est la 13e et dernière manche de la saison 2014 du championnat du monde des rallyes (WRC).

## Déroulement
Au début du dernier rallye de la saison, les trois premières places du classement général sont déjà figées avec les trois pilotes Volkswagen à la tête du classement, Sébastien Ogier étant pour la deuxième fois consécutive champion du monde, Jari-Matti Latvala et Andreas Mikkelsen occupant respectivement les deuxième et troisième places du classement.
Le constructeur allemand n'ayant pas donné de consignes à ses pilotes, ceux-ci vont se bagarrer pour la victoire sans subir la pression du championnat.
Sébastien Ogier a pris immédiatement les commandes du rallye, étant en tête dès la première spéciale et restant leader jusqu'à la dernière. Andreas Mikkelsen, qui tentait vainement de rattraper Ogier, a effectué une sortie de route dès la deuxième spéciale, détruisant son bras de suspension avant-droit, le contraignant à l'arrêt. Il pourra repartir le lendemain en catégorie WRC2.
Latvala restait alors le seul à talonner Ogier jusqu'à la première spéciale du samedi, lorsque le finlandais effectua une sortie de route à la suite d'une erreur de pilotage sur une route très glissante. Bloqué dans un fossé, il ne parvint à rejoindre la route que grâce à des spectateurs qui l'aidèrent à se sortir de ce mauvais pas, mais en perdant plus de trois minutes et son becquet arrière. Ogier sera à partir de ce moment-là délivré de toute pression et pourra gérer son avance sur ses poursuivants en toute sérénité jusqu'à la fin du rallye.
La bagarre pour la deuxième place fait alors rage entre Mikko Hirvonen, Kris Meeke et Mads Østberg. Finalement, Mads Østberg terminera à la troisième place et Mikko Hirvonen, qui disputait ici le dernier rallye de sa carrière en WRC, montera sur la deuxième marche du podium, terminant ainsi superbement une carrière hors du commun.

## Résultats

### Classement final
| Rang              | Pilote             | Copilote          | Numéro            | Voiture               | Écurie                                   | Temps             | Écart             | Points            |
| Toutes catégories | Toutes catégories  | Toutes catégories | Toutes catégories | Toutes catégories     | Toutes catégories                        | Toutes catégories | Toutes catégories | Toutes catégories |
| ----------------- | ------------------ | ----------------- | ----------------- | --------------------- | ---------------------------------------- | ----------------- | ----------------- | ----------------- |
| 1.                | Sébastien Ogier    | Julien Ingrassia  | 1                 | Volkswagen Polo R WRC | Volkswagen Motorsport                    | 3 h 03 min 08 s 2 | --                | 25                |
| 2.                | Mikko Hirvonen     | Jarmo Lehtinen    | 5                 | Ford Fiesta RS WRC    | M-Sport WRT                              | 3 h 03 min 45 s 8 | +37 s 6           | 18                |
| 3.                | Mads Østberg       | Jonas Andersson   | 4                 | Citroën DS3 WRC       | Citroën Total Abu Dhabi World Rally Team | 3 h 04 min 11 s 8 | +1 min 03 s 6     | 161               |
| 4.                | Thierry Neuville   | Nicolas Gilsoul   | 7                 | Hyundai i20 WRC       | Hyundai World Rally Team                 | 3 h 04 min 23 s 1 | +1 min 14 s 9     | 142               |
| 5.                | Elfyn Evans        | Daniel Barritt    | 6                 | Ford Fiesta RS WRC    | M-Sport WRT                              | 3 h 04 min 32 s 5 | +1 min 24 s 3     | 10                |
| 6.                | Kris Meeke         | Paul Nagle        | 3                 | Citroën DS3 WRC       | Citroën Total Abu Dhabi World Rally Team | 3 h 05 min 11 s 2 | +2 min 03 s 0     | 8                 |
| 7.                | Ott Tänak          | Raigo Mõlder      | 22                | Ford Fiesta R5        | Drive DMACK                              | 3 h 05 min 37 s 9 | +2 min 29 s 7     | 6                 |
| 8.                | Jari-Matti Latvala | Miikka Anttila    | 2                 | Volkswagen Polo R WRC | Volkswagen Motorsport                    | 3 h 05 min 55 s 7 | +2 min 47 s 5     | 73                |
| 9.                | Martin Prokop      | Jan Tománek       | 21                | Ford Fiesta RS WRC    | Jipocar Czech National Team              | 3 h 06 min 51 s 5 | +3 min 43 s 3     | 2                 |
| 10.               | Hayden Paddon      | John Kennard      | 20                | Hyundai i20 WRC       | Hyundai World Rally Team                 | 3 h 06 min 56 s 7 | +3 min 48 s 5     | 1                 |

3, 2, 1 : y compris les 3, 2 et 1 points attribués aux trois premiers de la spéciale télévisée (power stage).

### Spéciales chronométrées
| Jour   | Spéciale | Nom                    | Distance | Heure   | Vainqueur          | Temps         | Vitesse moyenne | Leader          |
| ------ | -------- | ---------------------- | -------- | ------- | ------------------ | ------------- | --------------- | --------------- |
| Jour 1 | SS1      | Gartheiniog 1          | 14,58 km | 07 h 44 | Sébastien Ogier    | 8 min 34 s 3  | 102,1 km/h      | Sébastien Ogier |
| Jour 1 | SS2      | Dyfi 1                 | 21,90 km | 08 h 14 | Sébastien Ogier    | 12 min 25 s 9 | 105,7 km/h      | Sébastien Ogier |
| Jour 1 | SS3      | Hafren Sweet Lamb 1    | 23,55 km | 09 h 24 | Jari-Matti Latvala | 13 min 39 s 1 | 103,5 km/h      | Sébastien Ogier |
| Jour 1 | SS4      | Maesnant 1             | 12,86 km | 09 h 58 | Sébastien Ogier    | 12 min 25 s 9 | 98,0 km/h       | Sébastien Ogier |
| Jour 1 | SS5      | Gartheiniog 2          | 14,58 km | 13 h 03 | Jari-Matti Latvala | 8 min 48 s 6  | 99,4 km/h       | Sébastien Ogier |
| Jour 1 | SS6      | Dyfi 2                 | 21,90 km | 13 h 33 | Sébastien Ogier    | 12 min 51 s 2 | 102,2 km/h      | Sébastien Ogier |
| Jour 1 | SS7      | Hafren Sweet Lamb 2    | 23,50 km | 14 h 43 | Jari-Matti Latvala | 14 min 00 s 7 | 100,8 km/h      | Sébastien Ogier |
| Jour 1 | SS8      | Maesnant 2             | 12,86 km | 15 h 17 | Jari-Matti Latvala | 08 min 07 s 5 | 95,0 km/h       | Sébastien Ogier |
| Jour 2 | SS9      | Clocaenog East 1       | 8,25 km  | 07 h 52 | Andreas Mikkelsen  | 04 min 39 s 6 | 106,4 km/h      | Sébastien Ogier |
| Jour 2 | SS10     | Clocaenog Main 1       | 13,74 km | 08 h 08 | Andreas Mikkelsen  | 8 min 07 s 8  | 101,3 km/h      | Sébastien Ogier |
| Jour 2 | SS11     | Aberhirnant 1          | 14,91 km | 09 h 18 | Andreas Mikkelsen  | 7 min 28 s 8  | 111,2 km/h      | Sébastien Ogier |
| Jour 2 | SS12     | Dyfnant 1              | 20,43 km | 10 h 10 | Andreas Mikkelsen  | 11 min 32 s 9 | 103,8 km/h      | Sébastien Ogier |
| Jour 2 | SS13     | Chirk Castle           | 2,06 km  | 12 h 00 | Henning Solberg    | 1 min 32 s 5  | 80,2 km/h       | Sébastien Ogier |
| Jour 2 | SS14     | Clocaenog East 2       | 8,25 km  | 15 h 00 | Kris Meeke         | 4 min 44 s 8  | 104,3 km/h      | Sébastien Ogier |
| Jour 2 | SS15     | Clocaenog Main 2       | 13,74 km | 15 h 16 | Mikko Hirvonen     | 8 min 11 s 2  | 100,7 km/h      | Sébastien Ogier |
| Jour 2 | SS16     | Aberhirnant 2          | 14,91 km | 16 h 26 | Andreas Mikkelsen  | 7 min 48 s 2  | 106,6 km/h      | Sébastien Ogier |
| Jour 2 | SS17     | Dyfnant 2              | 20,43 km | 17 h 18 | Jari-Matti Latvala | 11 min 50 s 6 | 101,2 km/h      | Sébastien Ogier |
| Jour 3 | SS18     | Brenig 1               | 10,81 km | 08 h 33 | Mads Østberg       | 7 min 07 s 6  | 91,1 km/h       | Sébastien Ogier |
| Jour 3 | SS19     | Alwen 1                | 10,31 km | 09 h 00 | Mads Østberg       | 5 min 43 s 1  | 105,4 km/h      | Sébastien Ogier |
| Jour 3 | SS20     | Kinmel Park 1          | 2,21 km  | 09 h 55 | Jari-Matti Latvala | 1 min 41 s 9  | 78,0 km/h       | Sébastien Ogier |
| Jour 3 | SS21     | Kinmel Park 2          | 2,21 km  | 10 h 04 | Jari-Matti Latvala | 1 min 40 s 5  | 79,6 km/h       | Sébastien Ogier |
| Jour 3 | SS22     | Alwen 2                | 10,31 km | 10 h 51 | Jari-Matti Latvala | 5 min 44 s 7  | 104,8 km/h      | Sébastien Ogier |
| Jour 3 | SS23     | Brenig 2 (Power Stage) | 10,81 km | 12 h 00 | Jari-Matti Latvala | 7 min 04 s 7  | 91,6 km/h       | Sébastien Ogier |

## Classements au championnat après l'épreuve

### Classement des pilotes
Selon le système de points en vigueur, les 10 premiers équipages remportent des points, 25 points pour le premier, puis 18, 15, 12, 10, 8, 6, 4, 2 et 1.
| Rang | Pilote              | Rallyes | Rallyes | Rallyes | Rallyes | Rallyes | Rallyes | Rallyes | Rallyes | Rallyes | Rallyes | Rallyes | Rallyes | Rallyes | Total points |
| Rang | Pilote              | MON     | SUE     | MEX     | POR     | ARG     | ITA     | POL     | FIN     | GER     | AUS     | FRA     | ESP     | GBR     | Total points |
| ---- | ------------------- | ------- | ------- | ------- | ------- | ------- | ------- | ------- | ------- | ------- | ------- | ------- | ------- | ------- | ------------ |
| 1er  | Sébastien Ogier     | 272     | 8       | 283     | 283     | 213     | 261     | 283     | 213     | Ab      | 272     | 3       | 25      | 25      | 267          |
| 2e   | Jari-Matti Latvala  | 133     | 272     | 202     | 2       | 261     | 172     | 111     | 272     | Ab      | 213     | 261     | 213     | 73      | 218          |
| 3e   | Andreas Mikkelsen   | 6       | 18      | 0       | 12      | 12      | 153     | 202     | 12      | 15      | 15      | 18      | 71      | Ab      | 150          |
| 4e   | Mikko Hirvonen      | Ab      | 131     | 51      | 18      | 42      | Ab      | 12      | 10      | 111     | 10      | 10      | 15      | 18      | 126          |
| 5e   | Mads Østberg        | 12      | 183     | 2       | 161     | Ab      | 18      | Ab      | Ab      | 8       | 0       | 6       | 12      | 161     | 108          |
| 6e   | Thierry Neuville    | Ab      | 0       | 15      | 6       | 10      | 0       | 15      | Ab      | 272     | 6       | 4       | 8       | 142     | 105          |
| 7e   | Kris Meeke          | 161     | 1       | Ab      | Ab      | 15      | 0       | 6       | 161     | Ab      | 131     | 15      | 2       | 8       | 92           |
| 8e   | Elfyn Evans         | 8       | Ab      | 12      | 0       | 6       | 10      | 0       | 6       | 153     | 4       | 102     | 0       | 10      | 81           |
| 9e   | Martin Prokop       | Ab      | Ab      | 10      | 8       | 4       | 8       | 1       | Ab      | 6       | -       | 1       | 4       | 2       | 44           |
| 10e  | Dani Sordo          | Ab      | -       | -       | Ab      | Ab      | -       | -       | -       | 18      | -       | 12      | 10      | -       | 40           |
| 11e  | Henning Solberg     | -       | 6       | -       | 10      | -       | 6       | 2       | 2       | -       | -       | -       | -       | Ab      | 26           |
| 12e  | Juho Hänninen       | -       | -       | -       | 4       | -       | Ab      | 8       | 8       | -       | -       | -       | -       | 0       | 20           |
| 13e  | Bryan Bouffier      | 18      | -       | -       | -       | -       | -       | 0       | -       | Ab      | -       | 2       | -       | -       | 20           |
| 14e  | Hayden Paddon       | -       | -       | -       | -       | -       | 0       | 4       | 4       | -       | 8       | -       | 2       | 1       | 19           |
| 15e  | Ott Tänak           | -       | 10      | 0       | Ab      | 0       | 0       | 0       | 0       | 1       | Ab      | -       | -       | 6       | 17           |
| 16e  | Robert Kubica       | Ab      | 0       | Ab      | Ab      | 8       | 4       | 0       | 0       | Ab      | 2       | Ab      | 0       | 0       | 14           |
| 17e  | Beníto Guerra       | -       | -       | 8       | -       | -       | -       | -       | -       | -       | -       | -       | 0       | -       | 8            |
| 18e  | Chris Atkinson      | -       | -       | 6       | -       | -       | -       | -       | -       | -       | 1       | -       | -       | -       | 7            |
| 19e  | Pontus Tidemand     | -       | 4       | -       | 0       | -       | -       | -       | -       | 2       | -       | 0       | -       | -       | 6            |
| 20e  | Jaroslav Melicharek | 4       | -       | -       | -       | -       | 0       | -       | -       | 0       | -       | -       | -       | -       | 4            |
| 21e  | Dennis Kuipers (en) | -       | -       | -       | -       | -       | -       | -       | -       | 4       | -       | 0       | -       | -       | 4            |
| 22e  | Nasser Al-Attiyah   | -       | -       | -       | 2       | 1       | Ab      | -       | -       | 0       | 0       | -       | 1       | 0       | 4            |
| 23e  | Lorenzo Bertelli    | 0       | 0       | 0       | 0       | 0       | 2       | -       | Ab      | 0       | 0       | -       | Ab      | 0       | 2            |
| 24e  | Matteo Gamba        | 2       | -       | -       | -       | -       | -       | -       | -       | -       | -       | Ab      | -       | -       | 2            |
| 25e  | Craig Breen         | -       | 2       | -       | -       | -       | -       | -       | Ab      | -       | -       | -       | -       | -       | 2            |
| 26e  | Yuriy Protasov      | 1       | 0       | 1       | 0       | Ab      | 0       | -       | 0       | 0       | 0       | 0       | 0       | 0       | 2            |
| 27e  | Jari Ketomaa        | -       | 0       | -       | 1       | 0       | -       | 0       | 0       | -       | 0       | -       | -       | 0       | 1            |
| 28e  | Karl Kruuda         | -       | 0       | -       | 0       | -       | 0       | Ab      | 1       | -       | -       | -       | 0       | 0       | 1            |
| 29e  | Khalid Al Qassimi   | -       | -       | -       | -       | -       | 1       | -       | -       | -       | -       | -       | 0       | -       | 1            |

| Couleur | Résultat                                                         |
| ------- | ---------------------------------------------------------------- |
| Or      | Vainqueur                                                        |
| Argent  | 2e place                                                         |
| Bronze  | 3e place                                                         |
| Vert    | Classé, dans les points                                          |
| Bleu    | Classé, hors des points Non classé (Nc.)                         |
| Mauve   | Abandon (Ab.) Retrait (Re.)                                      |
| Noir    | Disqualifié (Dq.)                                                |
| Blanc   | N'a pas pris le départ (Np.) Forfait (Forf.) Épreuve annulée (A) |
| Aucune  | N'a pas participé (-)                                            |

3, 2, 1 : y compris les 3, 2 et 1 points attribués aux trois premiers de la spéciale télévisée (power stage).

### Classement des constructeurs
| Rang | Équipe                                   | Rallyes | Rallyes | Rallyes | Rallyes | Rallyes | Rallyes | Rallyes | Rallyes | Rallyes | Rallyes | Rallyes | Rallyes | Rallyes | Total points |
| Rang | Équipe                                   | MON     | SUE     | MEX     | POR     | ARG     | ITA     | POL     | FIN     | GER     | AUS     | FRA     | ESP     | GBR     | Total points |
| ---- | ---------------------------------------- | ------- | ------- | ------- | ------- | ------- | ------- | ------- | ------- | ------- | ------- | ------- | ------- | ------- | ------------ |
| 1er  | Volkswagen Motorsport                    | 37      | 35      | 43      | 29      | 43      | 40      | 35      | 43      | 0       | 43      | 25      | 43      | 31      | 447          |
| 2e   | Citroën Total Abu Dhabi World Rally Team | 33      | 23      | 4       | 15      | 15      | 19      | 6       | 15      | 8       | 16      | 21      | 12      | 23      | 210          |
| 3e   | M-Sport World Rally Team                 | 8       | 14      | 18      | 20      | 8       | 10      | 12      | 16      | 22      | 18      | 18      | 16      | 28      | 208          |
| 4e   | Hyundai Shell World Rally Team           | 0       | 8       | 23      | 14      | 10      | 2       | 23      | 8       | 43      | 10      | 16      | 18      | 12      | 187          |
| 5e   | Volkswagen Motorsport II                 | 10      | 16      | 2       | 12      | 12      | 12      | 18      | 12      | 15      | 0       | 18      | 6       | 0       | 133          |
| 6e   | Jipocar Czech National Team              | 0       | 0       | 10      | 10      | 4       | 8       | 2       | 0       | 6       | 0       | 1       | 4       | 4       | 49           |
| 7e   | Hyundai MotorSport N                     | -       | -       | -       | 0       | -       | 4       | 4       | 4       | 0       | 10      | 2       | 2       | 2       | 28           |
| 8e   | RK M-Sport World Rally Team              | 0       | 4       | 0       | 0       | 8       | 6       | 1       | 2       | 0       | 4       | 0       | 0       | 1       | 26           |